# 厦门大学人类博物馆
24°26′07.0″N 118°05′54.1″E / 24.435278°N 118.098361°E
廈門大學人類博物館，位於中國福建省廈門市廈門大學，是中國人類學、考古學、民族學博物館，專門收集和陳列有關人類及其文化發展的文物。

## 历史
1952年籌備，1953年3月開放，由人類學家林惠祥任首任館長。

## 外部連結
- 厦门大学人类博物馆官方网站 （页面存档备份，存于）